# Biomimetika
Biomimetika je obor vědy (zvláště biologie), který zkoumá zajímavá konstrukční řešení v přírodě u živých organismů a snaží se je napodobit a využít k vývoji nových vynálezů, technických řešení a jejich široké využití pro pokrok atd.
Jako biomimetika nebo též biomimikry zkoumají zajímavá konstrukční řešení v přírodě u živých organismů a snaží se je napodobit a využít k vývoji nových vynálezů, technických řešení a jejich široké využití pro pokrok atd. Termíny „biomimetika“ a „biomimikry“ pocházejí ze starověkého řeckého: βίος (bios), život, a μιμήσις (mīmēsis), imitace, od μιμεϊσθαι (mīmeisthai), napodobovat, od μίμης (mimos) napodobitel. Úzce související obor je bionika.
Díky přirozenému výběru vyvinuly živé organismy postupně dobře přizpůsobené struktury a materiály. Biomimetika dala vzniknout novým technologiím inspirovaným biologickými řešeními jak na makro, tak a nanometrické úrovni. Příroda vyřešila inženýrské problémy, jako jsou samoléčebné schopnosti, tolerance a odolnost vůči okolnímu prostředí, hydrofobicita, samouspořádání a využívání sluneční energie.

## Historie
Jako jeden z prvních příkladů bylo studium letu ptáků, při hledání možností létání lidí. Leonardo da Vinci (1452–1519), ačkoli nikdy nebyl úspěšný při konstruování „létajícího stroje“, byl horlivým pozorovatelem anatomie a letu ptáků a vyhotovil četné poznámky a náčrtky svých pozorování i vytvořil mnoho náčrtků „létajících strojů“. Bratři Wrightovi, kterým se v roce 1903 podařilo létat prvními letadly těžšími než vzduch, údajně získali inspiraci z pozorování holubů během letu.
Během padesátých let vyvinul americký biofyzik a polyhistor Otto Schmitt koncept „biomimetiky“. Během svého doktorského výzkumu vyvinul Schmittův klopný obvod tak, že studoval nervy v chobotnici a pokoušel se navrhnout zařízení, které replikovalo biologický systém šíření impulsů nervy. Postupně se soustředil na zařízení, která napodobují přirozené systémy a v roce 1957 svůj pohled, který kontrastoval se standardním pohledem na biofyziku, nazval biomimetika.